# Jacek Bunsch
Jacek Bunsch (ur. 14 listopada 1954 w Krakowie) – polski reżyser teatralny, pedagog, dyrektor Teatru Polskiego we Wrocławiu (1985−1989), Teatru im. Wandy Siemaszkowej w Rzeszowie (2003−2004) oraz Teatru Miejskiego im. Witolda Gombrowicza w Gdyni (2004−2008). Wykładowca wrocławskiej filii Akademii Sztuk Teatralnych im. Stanisława Wyspiańskiego w Krakowie oraz Akademii Sztuk Pięknych im. Eugeniusza Gepperta we Wrocławiu.

## Życiorys
Ukończył filologię polską i teatrologię na Uniwersytecie Jagiellońskim (1978), później Wydział Reżyserii Dramatu krakowskiej Państwowej Wyższej Szkoły Teatralnej im. Ludwika Solskiego (1981). W okresie studiów pracował również jako dziennikarz, publikując m.in. w czasopiśmie „Teatr”.
Debiutował w Teatrze im. J. Słowackiego w Krakowie reżyserując w 1980 roku Odejście głodomora T. Różewicza. Od 1981 roku związany był z Teatrem Polskim we Wrocławiu, gdzie zrealizował szereg przedstawień, m.in. sztuki Witkacego Szewcy (1982), Oni, Janulka, córka Fizdejki, a także Historię W. Gombrowicza, Śmierć Dantona G. Büchnera, Dzieci Arbatu A. Rybakowa, Iwanowa A. Czechowa, adaptację Biesiady u hrabiny Kotłubaj W. Gombrowicza czy Gracza według F. Dostojewskiego. Spektakle te prezentowano także we Francji, Rosji i Hiszpanii.
W latach 1985−1989 był dyrektorem Teatru Polskiego we Wrocławiu. Po roku 1991 rozpoczął stałą współpracę z teatrami zagranicznymi (Dania, Czechy). W Danii m.in. w jednym z największych teatrów państwowych – Odense Teater wystawił Wariata i zakonnicę Witkacego, Iwonę, księżniczkę Burgunda Gombrowicza (1993) i Wesołe kumoszki z Windsoru Szekspira. Prowadził również wykłady w Det Fynske Kunstakademi w Odense.
Od roku 1990 podjął współpracę z Teatrem Polskim w Poznaniu, gdzie zrealizował m.in. Król umiera E. Ionesco, Jana Macieja Karola Wścieklicę Witkacego, powodzenie zdobył także jego Dekameron według G. Boccaccia (1994) zaprezentowany m.in. na Festiwalu Teatru Polskiego w Rydze. Później reżyserował w katowickim Teatrze Śląskim, wrocławskim Teatrze Współczesnym, w Teatrze Zagłębia w Sosnowcu, teatrach w Kaliszu, Rzeszowie, Szczecinie i Gdyni. Realizował także spektakle Teatru Telewizji (Szalona lokomotywa, Bobok, Gyubal Wahazar), jak również szereg programów edukacyjnych i muzycznych.
W sezonie 2003−2004 sprawował funkcję dyrektora artystycznego Teatru im. Wandy Siemaszkowej w Rzeszowie, zaś w latach 2004−2008 był dyrektorem Teatru Miejskiego im. W. Gombrowicza w Gdyni. Był pomysłodawcą i twórcą, a także dyrektorem trzech pierwszych edycji Festiwalu Polskich Sztuk Współczesnych R@Port odbywającego się w Gdyni od roku 2006 i mającego za zadanie prezentację najlepszych przedstawień z całej Polski opartych na najnowszych tekstach rodzimej dramaturgii oraz inicjatorem powstania Gdyńskiej Nagrody Dramaturgicznej.
W krakowskim Teatrze Ludowym wystawił adaptację kontrowersyjnej powieści A. Burgessa Mechaniczna pomarańcza (2011). W latach 2010−2012 przygotował dwie inscenizacje sztuk Witkacego: Wariat i zakonnica oraz Wścieklica na festiwal „Witkacomania” w Nowym Teatrze w Słupsku. W roku 2015 powstała autorska adaptacja opowiadań W. Gombrowicza Pamiętnik Stefana Czarnieckiego w szczecińskim Teatrze Piwnica przy Krypcie, a w roku 2017 odbyła się premiera adaptacji opowiadania Gombrowicza Tancerz mecenasa Kraykowskiego w Lubuskim Teatrze w Zielonej Górze. W roku 2019 wystawiono spektakl Oni w Teatrze Polskim w Szczecinie, pokazany podczas obchodów 80. rocznicy śmierci Witkacego. W roku 2022 reżyserował ponownie w Teatrze Polskim we Wrocławiu, inscenizując dramat J. Słowackiego Ksiądz Marek.
W latach 2010−2014 był również wykładowcą w Instytucie Dziennikarstwa i Komunikacji Społecznej na Uniwersytecie Wrocławskim, od roku 2012 prowadzi wykłady w Akademii Sztuk Teatralnych im. Stanisława Wyspiańskiego w Krakowie (filia we Wrocławiu) oraz we wrocławskiej Akademii Sztuk Pięknych.
Odznaczony Srebrnym Krzyżem Zasługi (1989), w roku 2022 Minister Kultury i Dziedzictwa Narodowego nadał mu Odznakę honorową „Zasłużony dla Kultury Polskiej”.

### Życie prywatne
Syn malarki Krystyny Gruchalskiej (1920−2013) oraz grafika Franciszka Bunscha (1926−2025). Bratanek scenografa Alego Bunscha (1925−1985), wnuk architekta Aleksandra Gruchalskiego (1894−1943) oraz malarza Adama Bunscha (1896−1969), prawnuk rzeźbiarza Alojzego Bunscha (1859−1916).

## Nagrody i wyróżnienia
- 1983: Wrocław − Statuetka Aleksandra Fredry − nagroda wrocławskich krytyków teatralnych i Wrocławskiego Towarzystwa Przyjaciół Teatru dla przedstawienia Szewcy w reż. J. Bunscha, jako najwybitniejszego osiągnięcia i wydarzenia w życiu teatralnym Wrocławia[18].
- 1986: Opole − XII Opolskie Konfrontacje Teatralne − wyróżnienie za opracowanie tekstu i reżyserię sztuki Janulka, córka Fizdejki S. I. Witkiewicza w Teatrze Polskim we Wrocławiu.
- 1987: Wrocław − Statuetka Aleksandra Fredry − nagroda wrocławskich krytyków teatralnych i Wrocławskiego Towarzystwa Przyjaciół Teatru dla przedstawienia Kandyd, czyli optymizm w reż. Macieja Wojtyszki jako najwybitniejszego osiągnięcia i wydarzenia w życiu teatralnym Wrocławia.
- 1991: Opole − XVII Opolskie Konfrontacje Teatralne − nagroda zespołowa dla aktorów i realizatorów spektaklu Biesiada u hrabiny Kotłubaj według Witolda Gombrowicza w Teatrze Polskim we Wrocławiu.
- 2002: Śląska Złota Maska dla przedstawienia Operetka Witolda Gombrowicza w Teatrze Zagłębia w Sosnowcu.
- 2003: Kreaton – nagroda Towarzystwa Przyjaciół Teatru Zagłębia dla reżysera sezonu
- 2003: Śląska Złota Maska − w kategorii „najlepszy reżyser" − za reżyserię przedstawienia Ferdydurke według Witolda Gombrowicza w Teatrze Zagłębia w Sosnowcu[19].

## Ważniejsze spektakle teatralne
- T. Różewicz, Odejście głodomora, Teatr im. J. Słowackiego, Kraków 1980[7]
- S.I. Witkiewicz, Szewcy, Teatr Polski, Wrocław 1982
- S.I. Witkiewicz, Oni, Teatr Polski, Wrocław 1984
- W. Gombrowicz, Historia, Teatr Polski, Wrocław 1985
- S.I. Witkiewicz, Janulka, córka Fizdejki, Teatr Polski, Wrocław 1986
- G. Büchner, Śmierć Dantona, Teatr Polski, Wrocław 1988
- A. Rybakow, Dzieci Arbatu, Teatr Polski, Wrocław 1988
- W. Gombrowicz, Biesiada u hrabiny Kotłubaj, Teatr Polski, Wrocław 1990
- E. Ionesco, Król umiera, czyli ceremonie, Teatr Polski, Poznań 1991
- S.I. Witkiewicz, Wariat i zakonnica, Teatr Odense (Dania) 1992
- A. Miller, Czarownice z Salem, Teatr im. W. Bogusławskiego, Kalisz 1992
- W. Gombrowicz, Iwona, Teatr Odense (Dania) 1993
- G. Boccaccio, Dekameron, Teatr Polski, Poznań 1994
- F. Dürrenmatt, Wizyta starszej pani, Teatr im. W. Bogusławskiego, Kalisz 1994
- F. Dostojewski, Gracz, Teatr Polski Wrocław 1995
- B. Schulz, Xięga bałwochwalcza, Teatr Współczesny, Wrocław 1996
- W. Szekspir, Wesołe kumoszki z Windsoru, Teatr Odense (Dania) 1998
- W. Gombrowicz, Dziewictwo. Na kuchennych schodach, Teatr Śląski, Katowice 1998
- F. Kafka, Przemiana, Teatr Bez Sceny, Katowice 1999
- W. Gombrowicz, Operetka, Teatr Zagłębia, Sosnowiec 2001
- W. Gombrowicz, Ferdydurke, Teatr Zagłębia, Sosnowiec 2002
- S.I. Witkiewicz, Jan Maciej Karol Wścieklica, Teatr im. W. Siemaszkowej, Rzeszów 2003
- B. Schulz, Play-Schulz, Teatr Bez Sceny, Katowice 2003
- S. Mrożek, Tango, Teatr im. W. Siemaszkowej, Rzeszów 2004
- W. Gombrowicz, Ślub, Teatr Zagłębia, Sosnowiec 2004
- M. Cervantes, Don Kichote, Teatr im. W. Gombrowicza, Scena Letnia, Gdynia 2005
- Ch. Hampton, Niebezpieczne związki, Teatr im. W. Gombrowicza, Gdynia 2006
- S.I. Witkiewicz, Wariat i zakonnica, Teatr im. W. Gombrowicza, Gdynia 2006
- W. Gombrowicz, Pornografia, Teatr Zagłębia, Sosnowiec 2010
- A. Burgess, Mechaniczna pomarańcza, Teatr Ludowy, Kraków 2011
- S.I. Witkiewicz, Jan Maciej Karol Wścieklica, Festiwal „Witkacomania”, Nowy Teatr, Słupsk 2012
- W. Gombrowicz, Pamiętnik Stefana Czarnieckiego, Teatr Piwnica przy Krypcie, Szczecin 2015
- W. Gombrowicz, Tancerz mecenasa Kraykowskiego, Lubuski Teatr, Zielona Góra 2017
- S.I. Witkiewicz, Oni, Teatr Polski, Szczecin 2019
- W. Gombrowicz, Tancerz mecenasa Kraykowskiego, prezentacja online 2021[20]
- J. Słowacki, Ksiądz Marek, Teatr Polski, Wrocław 2022[21]